# Архієв Гапур Саїдович
Гапу́р Саї́дович Архі́єв (1890, аул Фуртоуг, Інгушетія, — 3 травня 1920, Баку) — учасник боротьби за встановлення радянської влади на Північному Кавказі

## Біографія
Народився в сім'ї бідняка. Був взятий на виховання дядьком А. Т. Ахрієвим, колишнім членом «Землі і волі». Закінчив в Москві реальне училище і Московський комерційний інститут. У 1916 році приїхав до Владикавказа, де зблизився із С. М. Кіровим. У березні 1917 року член Терського цивільного виконкому. Був членом ради Владикавказа. З березня 1918-го по лютий 1919 року — нарком національностей Терської республіки. Член комуністичної партії з 1919 року. Учасник боїв Громадянської війни. З березня 1920 року голова Інгушетського ревкому. Разом з вождем чеченської бідноти А. Шеріповим боровся з мусульманським духовенством.